# ایو نیسکانن
ایو نیسکانن (انگلیسی: Iivo Niskanen؛ زادهٔ ۱۲ ژانویهٔ ۱۹۹۲) اسکی‌باز صحرانوردی اهل فنلاند است.